# Hecelchakán (kommun)
Hecelchakán är en kommun i Mexiko.   Den ligger i delstaten Campeche, i den östra delen av landet, 900 km öster om huvudstaden Mexico City. Antalet invånare är 26 973. Arean är 1 295 kvadratkilometer.
Terrängen i Hecelchakán är huvudsakligen platt.
Följande samhällen finns i Hecelchakán:
- Hecelchakán
- Pomuch
- Chunkanán
- Campo Menonita Chaví Número Dos